# Plaça de Pedralbes
La plaça de Pedralbes es troba al barri homònim de Barcelona, conformada per un eixamplament del carrer del Bisbe Català. Està inclosa en el Conjunt de l'Entorn A del Reial Monestir de Santa Maria de Pedralbes, catalogat com a bé cultural d'interès nacional A.
Es va configurar a principis del segle xx, amb un grup de cases i el mas de Can Carreras, també conegut com a Can Montero, i altres grans torres residencials a la carretera de Cornellà a Fogars de Tordera, que el 1946 passà a anomenar-se aquí com a carrer del Bisbe Català, en dedicació a Jaume Català i Albosa, bisbe de Barcelona des de 1883 fins a la seva mort el 1899. El 1929 es va inaugurar en aquesta plaça el monument A Pearson, obra de Josep Viladomat, promogut pel Rotary Club de Barcelona, dedicat a l'enginyer Frederick Pearson, que va promoure el ferrocarril de Sarrià.
La plaça està ombrejada per grans plàtans i envoltada de diversos edificis nobles, com el Conventet, obra de l'arquitecte Enric Sagnier i Villavecchia, catalogat com a bé cultural d'interès local; la Torre Cortés, obra de l'arquitecte Salvador Valeri i Pupurull; i la Casa Soler, que l'arquitecte Joan Maymó amplià el 1920.
Està projectada en aquesta plaça l'estació de Pedralbes de la Línia 12 del metro de Barcelona, de FGC.